# Pedilus

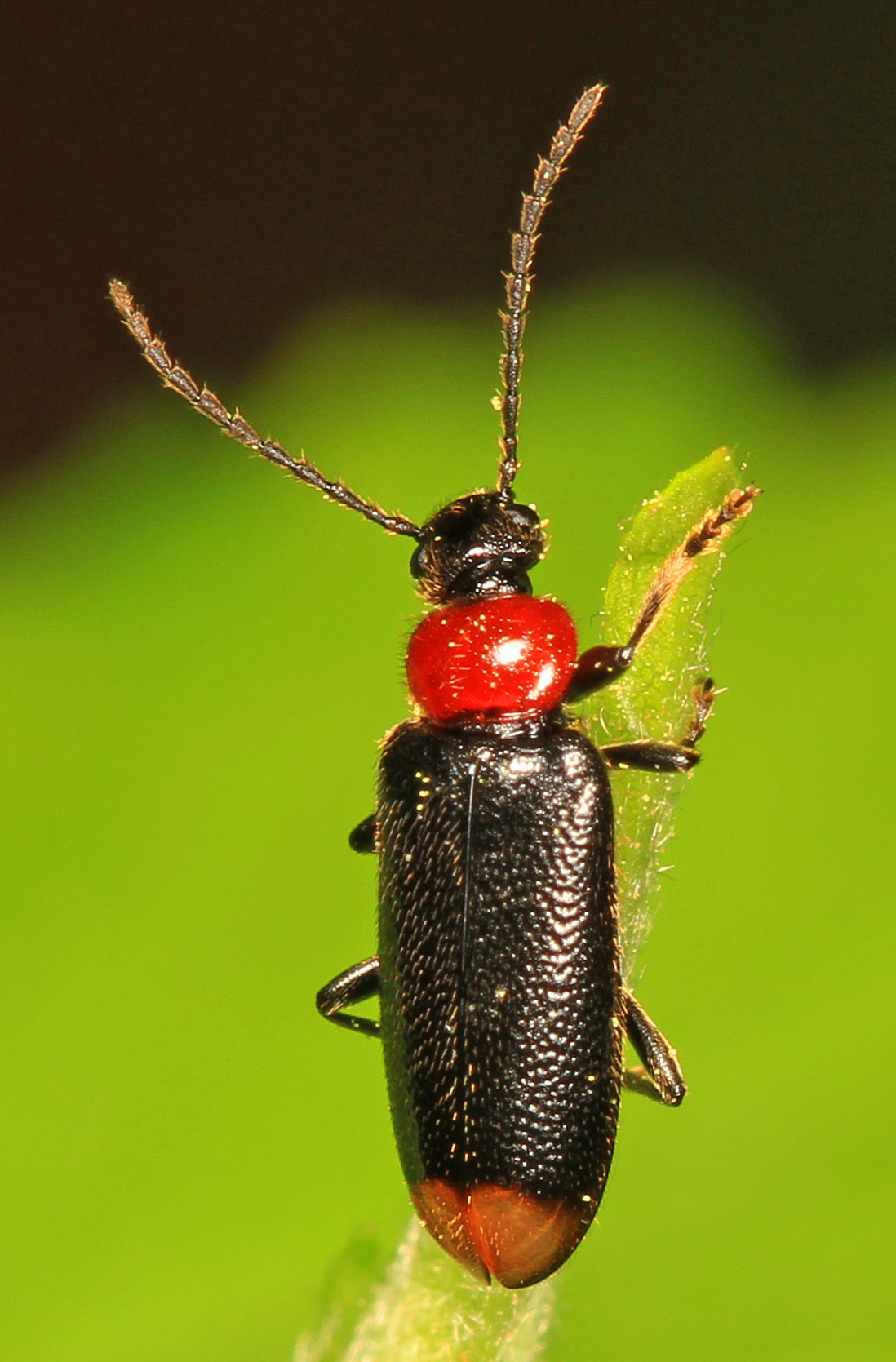
Pedilus terminalis

Pedilus es un género de coleóptero de la familia Pyrochroidae. Se los encuentra en flores o en vegetación de lugares húmedos. Los adultos son activos preferentemente en la primavera.

## Especies
Incluye las especies siguientes:
- Pedilus abnormis (Horn, 1874)
- Pedilus alticola Fall, 1915
- Pedilus arizonensis Fall, 1915
- Pedilus bardii (Horn, 1874)
- Pedilus brunnea (Blatchley, 1910)
- Pedilus canaliculata (LeConte, 1866)
- Pedilus cavatus Fall, 1915
- Pedilus collaris (Say, 1827)
- Pedilus crotchii (Horn, 1874)
- Pedilus cyanipennis Bland, 1864
- Pedilus dentatus Abdullah, 1964
- Pedilus elegans (Hentz, 1830)
- Pedilus flabellata (Horn, 1883)
- Pedilus flavidus Fall, 1915
- Pedilus flexiventris Fall, 1915
- Pedilus fuscus Fischer von Waldheim, 1822
- Pedilus impressus (Say, 1827)
- Pedilus inconspicua (Horn, 1874)
- Pedilus infectus Fall, 1915
- Pedilus inurbanus Abdullah, 1964
- Pedilus labiatus (Say, 1827)
- Pedilus laevicollis Reitter, 1901
- Pedilus lewisii (Horn, 1871)
- Pedilus lineatus Fall, 1915
- Pedilus longilobus Fall, 1915
- Pedilus lugubris (Say, 1827)
- Pedilus medius Abdullah, 1964
- Pedilus monticola (Horn, 1874)
- Pedilus oregonus Fall, 1915
- Pedilus parvicollis Fall, 1919
- Pedilus parvus Abdullah, 1964
- Pedilus picipennis Fall, 1915
- Pedilus punctulatus LeConte, 1851
- Pedilus rubricollis Motschulsky, 1858
- Pedilus rusticus Abdullah, 1964
- Pedilus serratus Fall, 1915
- Pedilus sulcatus Abdullah, 1964
- Pedilus terminalis (Say, 1827)
- Pedilus vittata (Horn, 1871)
- Pedilus weberi Reitter, 1901
- Pedilus xanthopus Semenov, 1899